# Długi Marsz 7
Długi Marsz 7 (chiń. 长征系列运载火箭, Chang Zheng 7, ang. Long March 7) – opracowana w latach 2008-2016 i wykorzystywana od 2016 roku chińska rakieta nośna o średnim udźwigu zasilana paliwem ciekłym. Bazuje ona na rakiecie Długi Marsz 2F, jednak w przeciwieństwie do niej nie używa hipergolowej mieszanki UDMH/N2O4, lecz mieszanki ciekłego tlenu i nafty lotniczej, co zmniejszy ryzyko skażenia terenu w przypadku awarii. Wykorzystuje silniki zaprojektowane dla ciężkiej rakiety Długi Marsz 5 (te same silniki mają być też wykorzystane w rakiecie Długi Marsz 6, która ma mieć niski udźwig).
Długi Marsz 7 jest wykorzystywana najczęściej dla statków dostawczych Tianzhou (bazujących na module Tiangong 1), umieszczanych na niskiej orbicie okołoziemskiej w celu połączenia z chińską stacją kosmiczną.
Pierwszy lot rakiety Długi Marsz 7 odbył się 25 czerwca 2016. Rakieta wystartowała z powodzeniem z platformy startowej LC-2 w kosmodromie Wenchang na wyspie Hajnan, wynosząc na niską orbitę okołoziemską makietę załogowej kapsuły powrotnej oraz kilka satelitów. Był to zarazem pierwszy start rakiety z tego kosmodromu.

## Starty
| Nr lotu | Data (UTC)             | Miejsce startu | Stopień górny | Ładunek                                             | Skutek | Materiał video                           |
| ------- | ---------------------- | -------------- | ------------- | --------------------------------------------------- | ------ | ---------------------------------------- |
| 1       | 25 czerwca 2016 12:00  | Wenchang LC-2  | YZ-1A         | DFFC, Aoxiang Zhixing, Aolong-1, Tiange-1, Tiange-2 | Sukces | Start rakiety nośnej Powrót do atmosfery |
| 2       | 20 kwietnia 2017 11:41 | Wenchang LC-2  | brak          | Tianzhou 1                                          | Sukces | Start rakiety nośnej                     |